# 3807-es busz
A 3807-es jelzésű autóbuszvonal egy Szerencs és Tokaj között közlekedő helyközi járat, amelyet a Volánbusz Zrt. üzemeltet tanítási napokon, Mád és Tarcal érintésével.

## Útvonala
Szerencs Hidegvölgyi utcától indul. A 37-es főúttal párhuzamosan futó szakasztól keleti irányban válik el, miután a főutat és a 80-as vasútvonalat is keresztezte, Fecskés kültelepülése felé hagyja el a várost. A 3614-es mellékúton halad, első falu Mezőzombor. A vonal 9. kilométerénél érkezik a 37-es és 39-es főutak csomópontjához, itt a Szerencsről közlekedő betér Mád községbe. Útját folytatva ezúttal a 38-as főúti körforgalomban Tarcal irányába robog tovább. Az indulását követő 30. percben Tokaj területére lép, a hegyaljai város idősek otthonájáig közlekedik.
Ellentétes irányban útvonala változatlan.

## Közlekedése
Indítása mindössze tanítási napokon 1 pár. Tokajról a reggeli, Szerencsről a délutáni órákban közlekedik járat. Útvonala a 3808-as, 3852-es, 3895-ös vonalakéból áll össze.
| Útvonal                                                | Indításszám | Közlekedési rend |
| ------------------------------------------------------ | ----------- | ---------------- |
| Szerencs, Hidegvölgyi u. – Tokaj, idősek otthona ford. | 1 pár       | tanítási napokon |

## Megállóhelyei
| 0                                | Szerencs, Hidegvölgyi utca végállomás                  | 0.0 km  | 3851, 3852, 3860                                           |
| 1                                | Szerencs, malom                                        | 0.3 km  | 3729, 3730, 3806, 3851, 3852, 3859, 3860                   |
| 2                                | Szerencs, posta                                        | 1.1 km  | 3729, 3730, 3806, 3851, 3852, 3859, 3860                   |
| 3                                | Szerencs, központi iskola                              | 1.8 km  | 3729, 3730, 3806, 3851, 3852, 3859, 3860, 3895             |
| 4                                | Szerencs, csokoládégyár                                | 2.3 km  | 3729, 3730, 3806, 3851, 3852, 3853, 3855, 3859, 3860, 3895 |
| 5                                | Szerencs, Dobó Katica utca                             | 3.4 km  | 3852                                                       |
| 6                                | Mezőzombor, ABC áruház                                 | 5.4 km  | 3852                                                       |
| 7                                | Mezőzombor, Rákóczi utca                               | 6.1 km  | 3852                                                       |
| 8                                | Mezőzombor, vasútállomás                               | 6.8 km  | 3852 személyvonat – Mezőzombor [80.]                       |
| Csak a szerencsi indítás érinti. |                                                        |         |                                                            |
| 9                                | Mád, Zemplén utca 14-16.                               | 11.3 km | 3808, 3852, 3895                                           |
| 10                               | Mád, Rákóczi utca                                      | 11.9 km | 3808, 3852, 3895                                           |
| 11                               | Mád, Kossuth utca 72-74.                               | 12.7 km | 3808, 3852, 3895                                           |
| 12                               | Mád, Barna József utca 15.                             | 13.0 km | 3852 személyvonat – Mád [98.]                              |
| 13                               | Mád, autóbusz-forduló                                  | 14.6 km | 3852, 3895                                                 |
| 14                               | Mád, Rákóczi utca                                      | 15.5 km | 3808, 3852, 3895                                           |
| 15                               | Mád, Zempléni utca 14-16.                              | 16.1 km | 3808, 3852, 3895                                           |
| 16                               | Tarcal, autóbusz-váróterem (művelődési ház)            | 24.4 km | 3808, 3895                                                 |
| 17                               | Tokaj, mezőgazdasági szakmunkás iskola                 | 31.4 km | 3808, 3892, 3895                                           |
| 18                               | Tokaj, tiszaladányi elágazás                           | 32.0 km | 3808, 3853, 3892, 3895                                     |
| 19                               | Tokaj, gimnázium                                       | 32.7 km | 3808, 3853, 3874, 3885, 3892, 3895, 3896, 4243, 4245       |
| 20                               | Tokaj, Mosolygó utca 1. (↓) Tokaj, Serház utca 38. (↑) | 33.6 km | 1449 3808, 3853, 3874, 3881, 3885, 3892, 3895, 3896, 4243  |
| 21                               | Tokaj, kereskedelmi szakmunkás középiskola             | 35.4 km | 1449 3808, 3853, 3874, 3881, 3885, 3892, 3895, 3896, 4243  |
| 22                               | Tokaj, egészségügyi központ                            | 36.0 km | 1449 3808, 3853, 3874, 3881, 3885, 3892, 3895, 3896, 4243  |
| 23                               | Tokaj, idősek otthona forduló végállomás               | 36.4 km | 3808, 3853, 3892, 3895, 3896, 4243                         |